# 马丁·约尔
馬登·康尼利斯·“馬田”·祖爾（荷蘭語：Maarten Cornelis "Martin" Jol，1956年1月16日—），荷蘭足球教練及前足球運動員。球員時期司職中場，在國內外上陣超過400場，生涯足跡遍及荷蘭、德國及英格蘭，同時亦為荷蘭國家隊上陣3場。他曾執教荷甲球會阿積士、德甲漢堡、英超熱刺及富咸等。

## 生平

### 球員
祖爾在荷蘭海牙出生，在業餘球隊開展足球事業，其後於1973年加盟出生地的職業球會海牙。他在1975年協助球隊1-0擊敗川迪贏得荷蘭盃。1978/79年球季祖爾轉投德甲班霸拜仁慕尼黑，不獲重用，僅逗留一季後返回荷甲加盟川迪。效力川迪期間，於1980年10月11日首次獲選代表國家隊上陣對西德。1982年祖爾再次出國，轉赴英格蘭加盟當時在頂級聯賽的西布朗，首年協助球隊晉級英格蘭聯賽盃及英格蘭足總盃準決賽。兩年後轉投高雲地利。1985年祖爾回國投效母會海牙，首季更獲選「荷乙足球先生」。
在國際賽層面，祖爾先後10次代表荷蘭學童隊、20次代表荷蘭乙隊、12次代表荷蘭U21及12次代表荷蘭U23，在他亦代表荷蘭國家隊上陣3場。

### 教練
早年
祖爾於1991年執教海牙的業餘隊展開教練事業，成功帶領球隊升上頂級的本地業餘聯賽。他在1995年轉教當地另一隊業餘勁旅斯赫弗宁根，取得頂級業餘聯賽全國總冠軍。
祖爾轉任荷甲職業球會洛達的教練兩年，期間為球隊贏得30年首個錦標荷蘭盃。於1998年至2004年間他帶領另一支荷甲球隊華域克，協助球隊成功護級，更於2001年獲「荷蘭足球記者協會」頒發年度最佳教練殊榮，翌年再獲「荷蘭球員及教練協會」頒贈年度最佳教練。2003年曼聯曾接觸祖爾邀請他接替卡路士·昆洛斯擔任助理領隊。
熱刺
2004年6月華域克否認有報導稱祖爾將成為英超熱刺的助理領隊，但數日後他獲聘成為熱刺新領隊積基斯·辛天尼的助理領隊。辛天尼僅執教了13場便辭職離隊，2004年11月8日祖爾獲確認接替其職位。在執教的首個球季，他改善球隊在聯賽的成績及放棄辛天尼主張的防守陣式，在取得五連勝取得自1992/93年球季以來最佳走勢，使他獲得「英超12月份最佳領隊」（FA Premier League Manager of the Month），更被傳將會坐上荷甲勁旅阿積士懸空的教練寶座，但祖爾否認傳言。在祖爾領導下熱刺取得聯賽第9位，在煞科日賽和布力般流浪，僅差兩分錯失歐洲足協盃的入場劵。2005年8月祖爾與熱刺簽署三年新約。

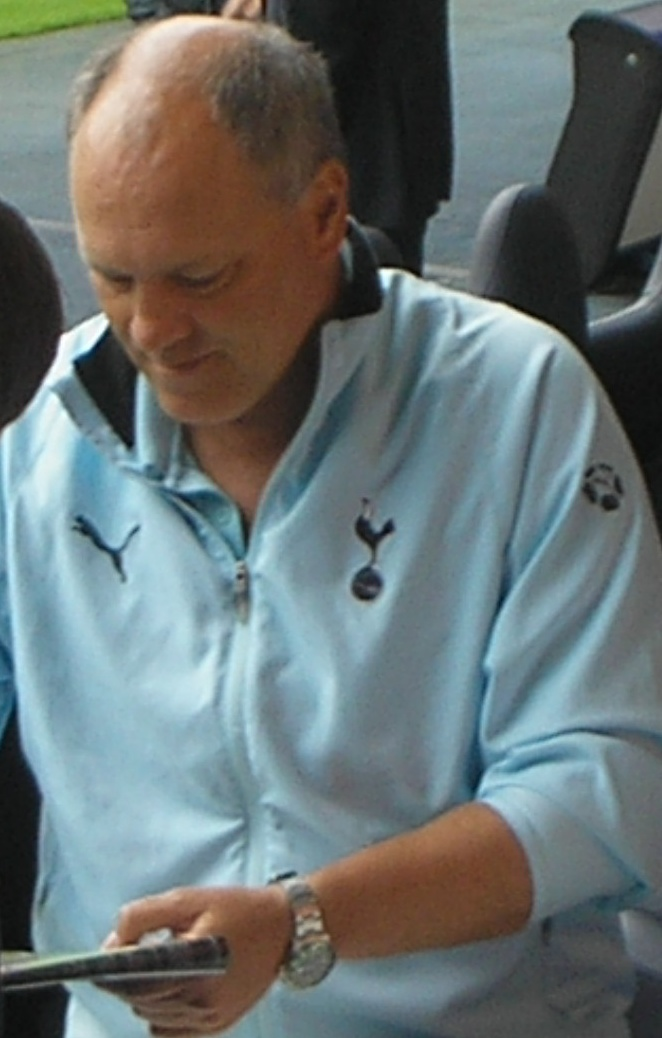
任教熱刺時的祖爾

2005/06年球季季前熱刺參加在南韓舉行的和平盃作為熱身賽，參賽球隊包括里昂、PSV燕豪芬、皇家蘇斯達及小保加等一眾勁旅，熱刺在分組賽於同分及得失球差下憑多1個入球壓倒小保加出線決賽，決賽對里昂，羅比·堅尼的梅開二度加上對方奉送1個烏龍球，以3-1獲勝奪冠。雖然熱刺在兩項本土盃賽均提早出局，但在聯賽卻從未跌出頭6位，更有6個月時間位居頭4位以內，直到聯賽煞科日仍然以1分力壓北倫敦死敵阿仙奴位列第4位，歐聯參賽席位看似穩如泰山，但閉幕戰作客對韋斯咸賽前半隊球隊成員感染诺罗病毒，雖然提出要求延期惟不獲接納，結果1-2落敗，同時出戰的阿仙奴主場4-2擊敗韋根，熱刺因而飲恨僅取得第5位及參賽歐洲足協盃資格，是自1990年英格蘭球隊獲准恢復參加歐洲比賽以來，熱刺首次憑聯賽排名取得足協盃參賽權。這季球隊在38場聯賽僅失38球，是自1971年以來最少的失球數字。 
2006/07年球季季前熱刺以1,600萬歐元從利華古遜購入貝碧托夫，但上半季球隊表現反覆，唯一亮點是打破魔咒，自1990年以來首次在聯賽擊敗車路士。直到2007年2月中熱刺仍停留聯賽榜下半版位置，更在英格蘭聯賽盃準決賽被阿仙奴淘汰出局，有傳聞管理層對祖爾的執教成績不滿。但球隊在英格蘭足總盃第五圈作客4-0擊敗富咸後成功反底，在餘下的12場聯賽僅敗1仗及取得27分，最終連續兩季取得第5位，再次獲得歐洲足協盃入場劵，是自基夫·布堅素（Keith Burkinshaw）以來首名領隊帶領球隊連續兩季晉軍歐洲。熱刺亦同時晉級歐洲足協盃及英格蘭足總盃半準決賽，分別敗於賽事最終冠軍的西維爾及車路士。
連續兩季取得第5位，熱刺一心打破「四大豪門」的壟斷局面，在2007/08年球季季前豪花超過4,000萬英鎊引進新球員，包括以破球會紀錄的1,650萬英鎊來投的戴倫·賓特，但據稱球會買賣球員由足球總監达米安·科莫利（Damien Comolli）全權負責，身為領隊的祖爾不容參與，他希望購入的球員如馬田·柏度夫等均不得要領。對於有關出售星級前鋒貝碧托夫的建議，祖爾堅稱寧願死也不賣。背負沉重期望的熱刺開季首兩仗不敵新特蘭及愛華頓後，球會秘書約翰·亞歷山大（John Alexander）及董事保羅·金士利（Paul Kemsley）被拍到在西班牙一所酒店密會西維爾領隊拉莫斯，而其後拉莫斯表示熱刺提出「使人眩暈的出價」邀請他執教，但熱刺主席利維作出否認。這事件逐漸損害祖爾的職位，加上球隊成績持續不振，在2007年10月25日於歐洲足協盃分組賽1-2負於基達菲後，他最終被球會辭退。祖爾承認是姪兒收到短訊告訴他才首次知悉自己被解聘的消息。 
2007年11月祖爾拒絕伯明翰城的邀請接任懸空的領隊職位，但據報他仍然有興趣重返英超執教一支非「四大豪門」球隊。
漢堡
2008/09年球季祖爾轉到德國任教德甲傳統勁旅漢堡，帶領球隊一度在聯賽登頂，季尾更向「三料冠軍」進發，但歐洲足協盃及德國盃均在準決賽僅負於雲達不萊梅出局，其中德國盃在主場戰至加時賽和1-1，互射十二碼負1-3遭淘汰；而足協盃首回合作客先勝1-0，次回合返回主場負2-3，累計3-3以作客入球優惠再次稱臣，聯賽最終以第5位結束球季。
阿積士
2009年5月26日祖爾與漢堡提前解約轉投荷甲退色勁旅阿積士，他表示在海外多年，非常高與可以返回祖國執教，於5月28日正式簽署三年合約。2009/10年球季阿積士與在聯賽纏鬥到煞科日，最終僅以1分之微屈居亞席；其後在荷蘭盃決賽兩回合累計6-1擊敗獲得加盟以來的首項冠軍。
2010年12月4日阿積士以1-1賽和NEC奈梅亨後，聯賽排名滑落第四位，而球隊亦於歐聯分組賽提早出局，12月6日祖爾宣佈辭職。有傳聞他會接替其前助教執掌紐卡素。
富咸
2011年6月7日祖爾加盟英超球會富咸，取代請辭的，簽約兩年，球會另有選擇權延長合約。
2013年12月1日，英超球會富咸宣佈領隊職位即時由教練頂上，即表示祖爾被革退。

## 榮譽

### 球員
海牙
- 荷蘭盃冠軍：1974/75年；

### 領隊
洛達
- 荷蘭盃冠軍：1996/97年；

熱刺
- 和平盃冠軍：2005年；

阿積士
- 荷蘭盃冠軍：2009/10年；

## 外部連結
- 足球資料庫：馬田·祖爾的領隊統計數據
- Dutch national team profile （荷兰文）
- Cv Martin Jol （荷兰文）
- FussballDaten statistics （页面存档备份，存于） （德文）